# Pizarral
Pizarral ist ein Ort und eine westspanische Gemeinde (municipio) mit 64 Einwohnern (Stand: 2024) in der Provinz Salamanca in der Autonomen Region Kastilien-León.

## Lage
Pizarral liegt in einer Höhe von ca. 910 m etwa 45 Kilometer südlich von der Provinzhauptstadt Salamanca. Durch die Gemeinde führt die Autovía A-66. 
Das Klima im Winter ist kühl, im Sommer dagegen durchaus warm; die Niederschlagsmengen (ca. 838 mm/Jahr) fallen – mit Ausnahme der nahezu regenlosen Sommermonate – verteilt übers ganze Jahr.

## Bevölkerungsentwicklung
| Jahr      | 1970 | 1981 | 1991 | 2001 | 2011 | 2021 |
| Einwohner | 152  | 110  | 90   | 85   | 77   | 54   |

## Sehenswürdigkeiten
- Michaeliskirche (Iglesia de San Miguel Arcángel)

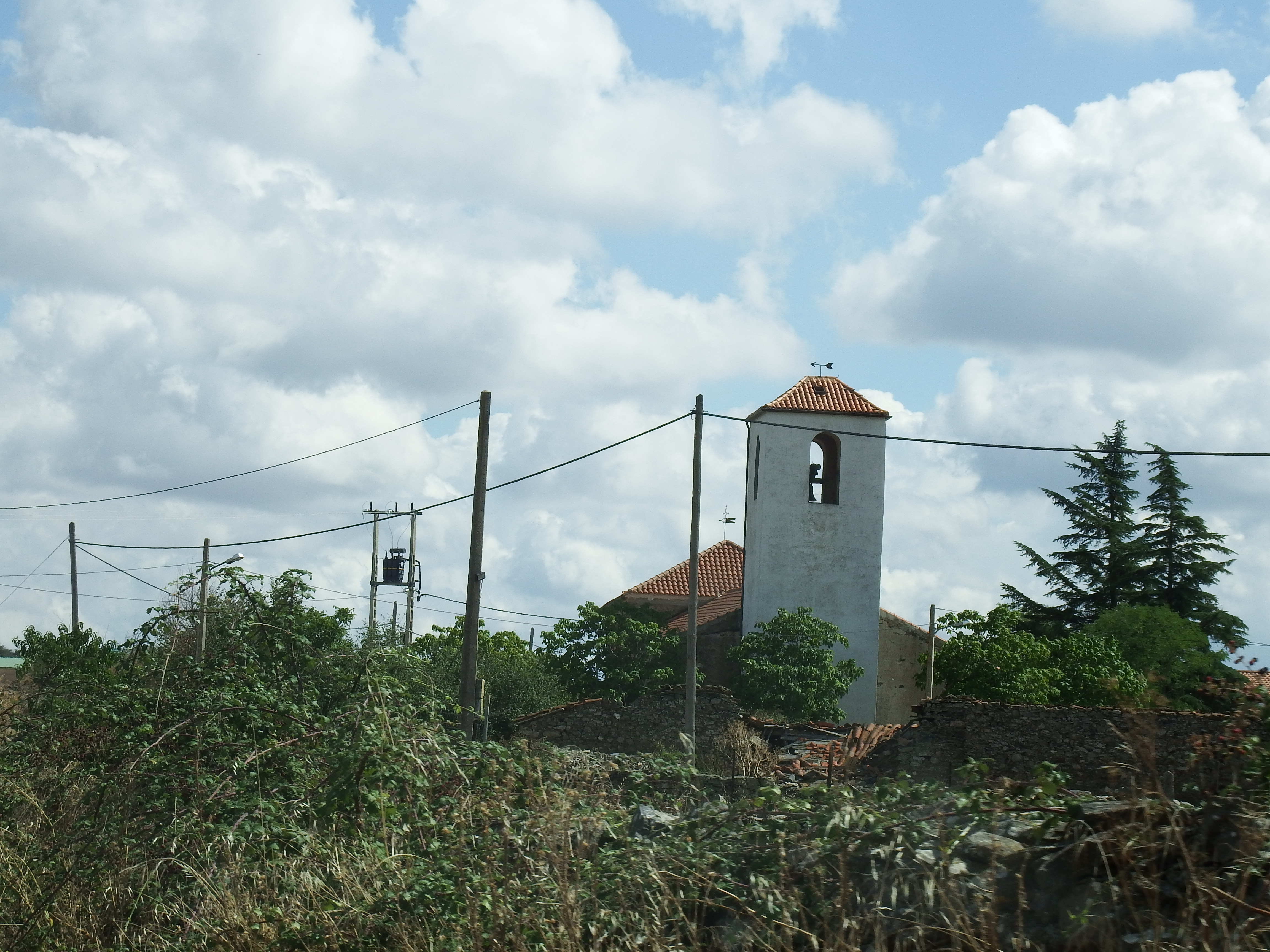
Michaeliskirche
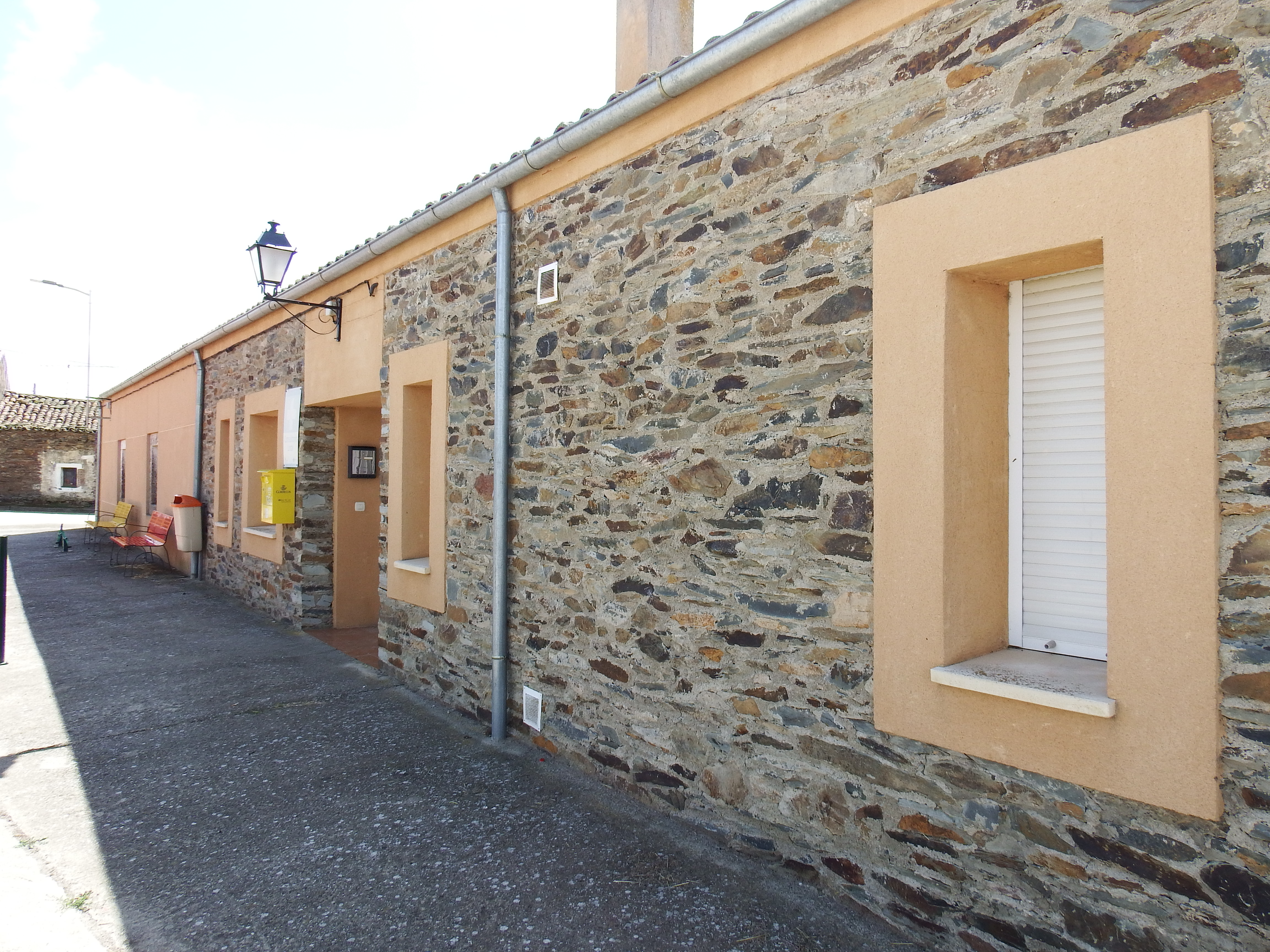
Rathaus